# Georgiens fodboldforbund
Georgiens fodboldforbund (engelsk: Georgian Football Federation, GFF, georgisk: საქართველოს ფეხბურთის ფედერაცია) er det øverste ledelsesorgan for fodbold i Georgien. Det administrerer Umaglesi Liga og Georgiens fodboldlandshold og har hovedsæde i Tbilisi.
Forbundet blev grundlagt i 1936, men hørte frem til den 15. februar 1990 under Sovjetunionen. I 1992 blev det både medlem af FIFA og UEFA.

## Ekstern henvisning
- GFF.ge

| Fodbold | Spire Denne artikel om en fodboldorganisation er en spire som bør udbygges. Du er velkommen til at hjælpe Wikipedia ved at udvide den. |